# معين الدين الجشتي

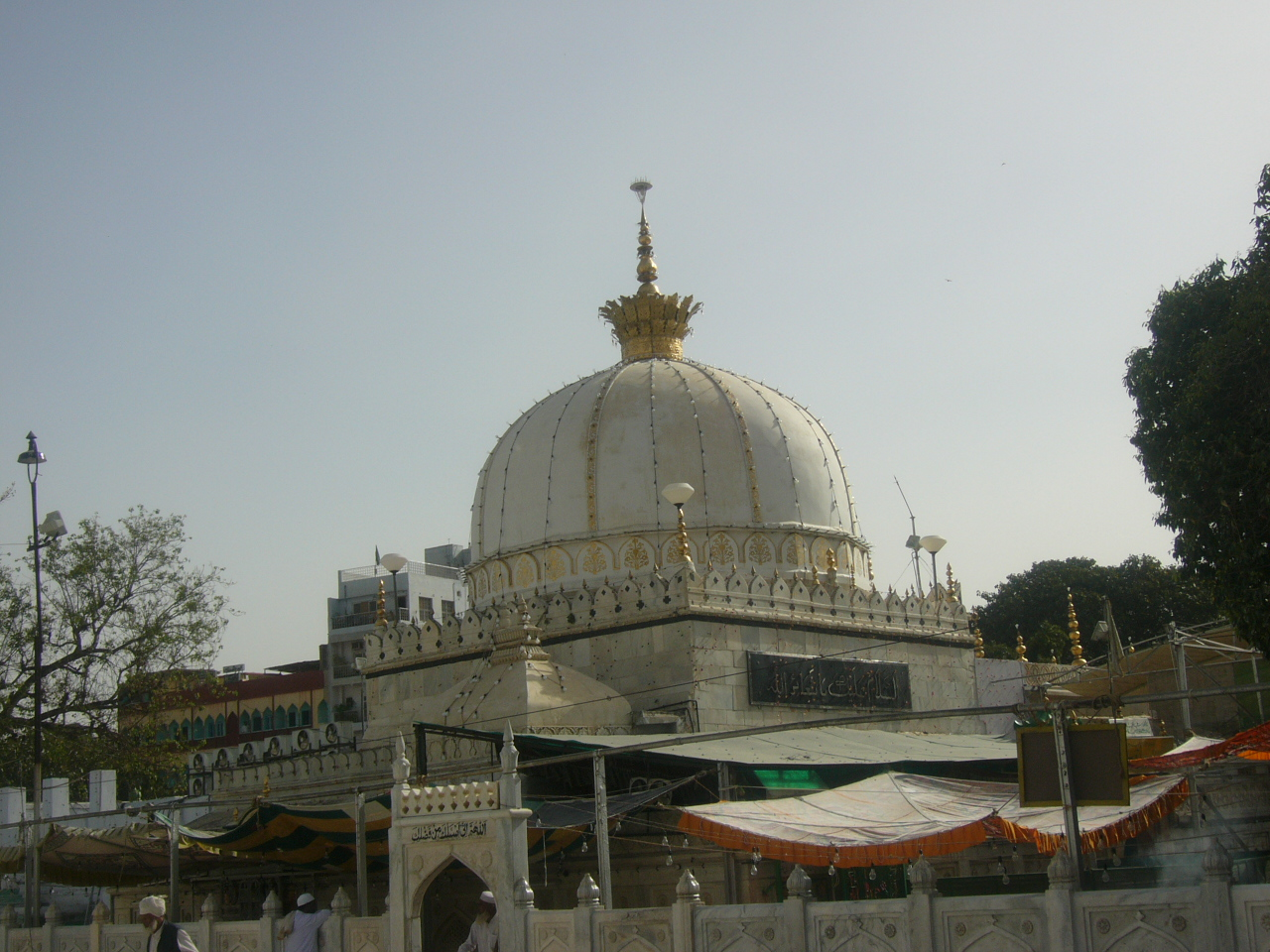
ضريح الجشتي في أجمير بالهند.

تشيشتي معين الدين حسن سجزي (1143–1236)، المعروف أكثر باسم معين الدين تشيشتي أو بلقب غريب نواز (حرفيًا: "راحة للفقراء")، أو باسم الشيخ معين الدين أو الخواجة معين الدين، كان واعظًا مسلمًا سنيًا وزاهدًا وعالمًا دينيًا وفيلسوفًا ومتصوفًا من سيستان، استقر في نهاية المطاف في شبه القارة الهندية في أوائل القرن الثالث عشر حيث نشر الطريقة الجشتية الشهيرة للتصوف السني. أصبحت هذه الطريقة هي النظام الروحي الإسلامي السائد في الهند في العصور الوسطى، وانضم إليها العديد من القديسين السنة الهنود، بما في ذلك نظام الدين أولياء (توفي 1325) وأمير خسرو (توفي 1325).
انتقل معين الدين من دلهي إلى أجمير بعد وقت قصير من وصوله إلى سلطنة دلهي في عهد السلطان شمس الدين التتمش (ت 1236)، حيث تأثر بشكل متزايد بكتابات العالم الحنبلي السني الشهير والصوفي عبد الله الأنصاري (ت 1088)، والذي ربما يكون عمله الشهير عن حياة الأولياء الإسلاميين الأوائل، طبقات الصوفية، قد لعب دورًا في تشكيل رؤية معين الدين للعالم. اكتسب معين الدين خلال فترة وجوده في أجمر سمعة كونه واعظًا ومعلمًا روحانيًا يتمتع بشخصية كاريزمية ورحيمة. وتشير روايات السيرة الذاتية لحياته المكتوبة بعد وفاته إلى أنه نال العديد من الكرامات الروحية خلال سنوات حياته مثل السفر المعجزة، والاستبصار، ورؤى الملائكة، ويبدو أن معين الدين قد اعتبر بالإجماع قديساً عظيماً بعد وفاته.
يعتمد إرث معين الدين الجشتي في المقام الأول على كونه أحد أبرز الشخصيات في سجلات التصوف الإسلامي. بالإضافة إلى ذلك، يعتبر معين الدين الجشتي أيضًا مشهورا وفقًا لجون إسبوزيتو، لكونه أحد من أوائل الصوفيين الإسلاميين الرئيسيين الذين سمحوا لأتباعه رسميًا بدمج الموسيقى في عباداتهم وطقوسهم الدينية وتراتيلهم، وهو ما فعله من أجل جعل العقيدة العربية "الأجنبية" أكثر ارتباطًا بالشعوب الأصلية التي كانت قد دخلت في الدين حديثاً.

## حياته
هو الخواجا معين الدين حسن بن الخواجا غياث الدين السجزي، ويُعرف بـ غريب نواز (ومعناه «مغيث الفقراء» أو «معطي الفقراء»). ولد في سجستان سنة 536 هـ. ويعتبر من أشهر من انتسب إلى الطريقة الجشتية.

## وفاته
توفي الجشتي سنة 627 هـ وهو دفين أجمير بالهند وقبره محجة للمسلمين والهندوس معا.